# Dance Hall (1950)
Dance Hall is een Britse dramafilm uit 1950 onder regie van Charles Crichton. Destijds werd de film in het Nederlandse taalgebied uitgebracht onder de titel Dansende jeugd.

## Verhaal
Vier jonge arbeidsters gaan naar de plaatselijke dancing om de eentonigheid van hun baan te ontvluchten. Ze hebben ofwel problemen met hun vriendje, ofwel proberen ze er daar eentje te vinden.

## Rolverdeling
| Acteur         | Personage        |
| -------------- | ---------------- |
| Natasha Parry  | Eve              |
| Jane Hylton    | Mary             |
| Diana Dors     | Carole           |
| Petula Clark   | Georgie          |
| Donald Houston | Phil             |
| Bonar Colleano | Alec             |
| Douglas Barr   | Peter            |
| Fred Johnson   | Mijnheer Wilson  |
| Gladys Henson  | Mevrouw Wilson   |
| Dandy Nichols  | Mevrouw Crabtree |
| Sydney Tafler  | Directeur        |
| James Carney   | Mike             |
| Kay Kendall    | Doreen           |
| Eunice Gayson  | Mona             |
| Grace Arnold   | Mevrouw Bennett  |